# 第八軍團 (美西戰爭)
第八軍團（Eighth Army Corps (Spanish–American War)）成立於1898年6月21日，即美西戰爭爆發後不久，目的是提供地面部隊以利用美國海軍准將喬治·杜威於1898年5月1日在馬尼拉灣成功擊敗西班牙艦隊的戰果。1898年，在韋斯利·梅里特少將的指揮下，第八軍團只有一個師，番號為第二師。第二師由托馬斯·M·安德森准將指揮。
1898年8月14日，第八軍團在馬尼拉戰役中擊敗了西班牙駐菲律賓總督費爾明·豪德內斯（Fermín Jáudenes）指揮的西班牙軍隊。1900年3月底，第八軍團解散。